# 肥西路
肥西路，得名自肥西县，安徽省合肥市的一条南北向干道，全长5.9公里。其中大房郢路至霍山路段称肥西北路，基于原淮北路北二环以南段建设。霍山路至长江西路之间被安徽农业大学校园分隔。沿路有庐阳区消防大队、安徽农业大学、中共合肥市蜀山区委党校、安徽中医药大学第一附属医院、安徽医科大学、合肥市第五十中学东校、安徽省胸科医院、安徽大学龙河校区、中国科学技术大学西校区、中国科学技术大学中校区、合力职业技术学校北校区、合肥市第六十七中学小学部等。